# Danny Fox
Daniel Fox (Winsford, Anglaterra, 29 de maig de 1986) és un exfutbolista escocès que jugava de defensa.

## Selecció nacional
Va ser internacional amb la selecció de futbol d'Escòcia, amb la qual va jugar 4 partits.

## Clubs
| Club                    | País       | Any       |
| ----------------------- | ---------- | --------- |
| Gateshead F. C.         | Anglaterra | 2004      |
| Stranraer F. C.         | Escòcia    | 2005      |
| Walsall F. C.           | Anglaterra | 2005-2008 |
| Coventry City F. C.     | Anglaterra | 2008-2009 |
| Celtic F. C.            | Escòcia    | 2009-2010 |
| Burnley F. C.           | Anglaterra | 2010-2011 |
| Southampton F. C.       | Anglaterra | 2011-2014 |
| Nottingham Forest F. C. | Anglaterra | 2014-2019 |
| Wigan Athletic F. C.    | Anglaterra | 2019-2020 |
| S. C. East Bengal       | Índia      | 2020-2021 |

## Palmarès

### Campionats nacionals
| Títol               | Club          | País       | Any  |
| ------------------- | ------------- | ---------- | ---- |
| Football League Two | Walsall F. C. | Anglaterra | 2007 |